# Haslet (Texas)
Pour les articles homonymes, voir Haslet.
Haslet est une ville située à la limite des comtés de Tarrant et Denton, au Texas, aux États-Unis,.

## Démographie
Lors du recensement de 2010, la ville comptait une population de 1 517 habitants. Elle est estimée, en 2016, à 1 817 habitants.

### Source de la traduction
- (en) Cet article est partiellement ou en totalité issu de l’article de Wikipédia en anglais intitulé « Haslet, Texas » (voir la liste des auteurs).